# Топчу, Ялчин
Ялчин Топчу (род. 1957, Ардахан) — турецкий политик. С 28 августа по 17 ноября 2015 года занимал должность министра культуры. В 2009—2011 годах возглавлял партию великого единства.

## Биография
Родился в 1957 году в Ардахане.
Работал в общественном секторе. Возглавлял отделение партии националистического движения в Мамаке. В 1992 году Топчу и ещё 6 членов ПНД покинули партию и приняли участие в создании партии великого единства. С 1996 года в течение 11 лет работал в отделе по связям с общественностью секретариата премьер-министра. В 2007 году на третьем партийном конгрессе Ялчин Топчу был избран генеральным секретарём партии великого единства.
После гибели Мухсина Языджиоглу Топчу был избран председателем партии на четвёртом партийном конгрессе. Ушёл с поста после поражения партии на выборах в 2011 году. 3 февраля 2014 года вышел из партии.
С 28 августа по 17 ноября 2015 года, уже будучи беспартийным, занимал должность министра культуры.